# Благовєщенськ (аеропорт)
Міжнародний аеропорт «Ігнатьєво» (IATA: BQS, ICAO: UHBB) — міжнародний аеропорт у Росії, який знаходиться за 20 км на північно-захід від Благовєщенська. 
На території летовища розташовані 44 місця для стоянки літаків. У грудні 2010 року був введений в дію новий аеровокзал, пропускною здатністю 300 пас/год.
Аеропорт «Ігнатьєво» є запасним летовищем на трансконтинентальних маршрутах з Північної Америки до Азії, відповідно до міжнародного стандарту ETOPS. В екстрених ситуаціях аеропорт може прийняти такі далекомагістральні лайнери, як Airbus A300, Аеробус A310, Boeing 757, Боїнг 767 та ін.
Приймаємі повітряні судна: Іл-18 Іл-76Т, Ан-2, Ан-8, Ан-12, Ан-24, Ан-26, Ан-28, Ан-30, Ан-74, Ту-134, Ту-154, Ту-204, Як-40, Як-42, Л-410, Мі-2, Мі-6, Мі-8, Мі-26

## Авіакомпанії та напрямки, листопад 2020
| Авіакомпанія      | Пункт призначення                                                           |
| ----------------- | --------------------------------------------------------------------------- |
| Angara Airlines   | Новосибірськ                                                                |
| Aurora            | Хабаровськ, Владивосток, Южно-Сахалінськ                                    |
| IrAero            | Чита, Іркутськ, Красноярськ-Ємельяново, Новосибірськ, Улан-Уде, Владивосток |
| KrasAvia          | Красноярськ-Ємельяново, Южно-Сахалінськ                                     |
| Nordwind Airlines | Москва-Шереметьєво                                                          |
| Pegas Fly         | Сезонні чартери: Камрань, Паттайя, Пхукет                                   |
| S7 Airlines       | Іркутськ, Комсомольськ-на-Амурі, Москва-Домодєдово, Нерюнгрі, Новосибірськ  |
| Ural Airlines     | Москва-Домодєдово, Єкатеринбург                                             |
| Yakutia Airlines  | Хабаровськ, Якутськ Сезонний: Санья, Сеул-Інчхон, Вейхай                    |

## Статистика
|                         | 2002 | 2003  | 2004  | 2005  | 2006  | 2007  | 2008  | 2009  | 2010  | 2011 | 2012  | 2013  | 2014  | 2015  | 2016  | 2017  |
| ----------------------- | ---- | ----- | ----- | ----- | ----- | ----- | ----- | ----- | ----- | ---- | ----- | ----- | ----- | ----- | ----- | ----- |
| Пасажирообіг, тис. пас. | 99,5 | 119,2 | 129,7 | 141,2 | 142,1 | 153,7 | 151,8 | 118,9 | 158,7 | 187  | 241,3 | 290,7 | 318,9 | 363,0 | 323,9 | 406,2 |